# 长空之王
《长空之王》（英語：Born to Fly）是一部2023年中國大陆劇情動作电影，由刘晓世執導並與桂冠編劇，主演陣容包括王一博、胡军、周冬雨、于适、卜钰、翟宇佳、王子宸和芦鑫。原定于2022年国庆档上映，后来推迟至2023年4月28日在中國上映。此電影更獲選為2023年4月29日第十三屆北京國際電影節閉幕典禮影片。。2024年12月3日, 獲中共中央宣传部印发表彰，被評為第十七届精神文明建设五个一工程优秀電影作品。

## 剧情
剧情描述雷宇（王一博飾演）等一眾年輕試飛員成長並突破試煉的历程。

## 演員表
| 演員   | 角色   | 简介 |
| 王一博 | 雷宇   | 他原本是空軍一線作戰部隊的首席飛行員，經過嚴格選拔，正式成為中國新一代試飛員。 他的工作是駕駛新飛機，在天空中徹底驗證飛機的性能，在極端條件下獲取極端數據，並一遍又一遍地尋找警告和故障的答案。 為了更好地測試新飛機的極限，雷宇多次突破自己的生理和心理極限。 |
| 胡軍   | 張挺   | 試飛員隊長，帶領雷宇等人進行了最新戰鬥機的試飛。 為了保護雷宇和老百姓的安全，張廷撒了善意的謊言，欺騙了雷宇，他獨自駕駛失控飛機遠離居民區，犧牲自己。 |
| 周冬雨 | 沈天然 | 航醫，主要負責試飛員團隊的各種身體檢測數據。她對雷宇感情深厚，關心及支持他的工作。 |
| 于適   | 鄧放   | 試飛員，雷宇戰友。 |
| 卜鈺   | 高英俊 | 試飛員 |
| 翟宇佳 | 夏鵬飛 | 試飛員 |
| 王子宸 | 童敢   | 試飛員 |
| 盧鑫   | 黎曉航 | 試飛員 |
| 趙子琪 | 江雨珍 | 張挺妻子 |
| 曲哲明 | 賈盛立 | 試飛員 |
| 金靖   | 艾妤   | 航空醫院醫護 |

## 音樂
電影主題曲〈云端〉由作曲家钱雷製作，王一博、于适、卜钰、翟宇佳、王子宸及芦鑫獻唱，2022年9月26日發布MV。

## 發行
《长空之王》原定2022年9月30日的國慶檔在中國上映，但官方在上映三天前以「為了呈現更好的製作效果」為由臨時改檔。此前電影預售票達3000萬元人民幣，成為預售榜首。據悉，《长空之王》突然撤檔是由國家廣播電視總局下令，擔心「《戰狼》（2015年）風電影」鼓譟戰爭情緒、甚至洩漏軍事機密。據自由亞洲電台報導中國共產黨第二十次全國代表大會前，高層權力過渡必須萬無一失，避免身為政治片的《长空之王》節外生枝。
本片亦是對美國和中國軍事實力的宣傳展示，片中的錯誤（如將中國歼-20稱為「第四代」隱身戰鬥機）易產生政治風險。北京一位接近該項目的消息人士說稱，阿里巴巴正在等待電影局的批准，以確定新的上映日期。
2023年1月5日，官方發布新海報。2023年1月9日，宣布定档五一檔，4月28日中國及全球多國同步上映。

## 反響
《长空之王》上映前的初版預告片時常被拿來與2022年美国电影《捍衛戰士：獨行俠》作比較，其中預告片部分鏡頭被網民批評疑似抄襲。
電影在IMDb獲得5.9分，在豆瓣電影獲得6.6分（超過19萬人評分。目前6.5）。電影在爛番茄網站上基於7篇影評，新鮮度43%，平均得分5／10；觀眾新鮮度則達93%。人民网评《长空之王》為「深度打磨让电影的真实感和严肃性，非常不一般！」
英國媒體《衛報》的影評人菲爾·霍德（Phil Hoad）在評論中寫道：「這部電影是以政治鼓舞士氣和沙文主義為核心，使其更像是外交政策文件。」

## 票房
中国大陆取得8.5億人民幣，成为五一档票房亚军。

## 奬項
| 年份 | 颁奖典礼                   | 奖项               | 入圍者             | 结果 |
| ---- | -------------------------- | ------------------ | ------------------ | ---- |
| 2023 | 第18屆中國長春電影節金鹿獎 | 最佳處女作         | 刘晓世             | 提名 |
| 2023 | 第20屆電影頻道傳媒大獎     | 最受傳媒關注男主角 | 王一博             | 獲獎 |
| 2023 | 第36屆中國電影金雞獎       | 最佳故事片         | 《長空之王》       | 提名 |
| 2023 | 第36屆中國電影金雞獎       | 最佳导演处女作     | 劉曉世             | 獲獎 |
| 2023 | 第36屆中國電影金雞獎       | 最佳男配角         | 胡軍               | 提名 |
| 2023 | 第36屆中國電影金雞獎       | 最佳录音           | 王硯偉             | 提名 |
| 2023 | 第36屆中國電影金雞獎       | 最佳剪辑           | 肖洋、李瑞亮、魏永 | 提名 |
| 2024 | 第一屆中國“電影金數字榮譽” | 年度杰出視覺效果   | 《長空之王》       | 獲獎 |
| 2025 | 第20届中国电影华表奖       | 优秀故事片奖       | 《长空之王》       | 提名 |
| 2025 | 第20届中国电影华表奖       | 优秀电影摄影       | 白玉侠             | 提名 |

## 外部連結
- 长空之王的新浪微博
- 互联网电影数据库（IMDb）上《长空之王》的资料（英文）
- 豆瓣电影上《长空之王》的資料 （简体中文）